# Puntius reval
Puntius reval är en fiskart som beskrevs av Meegaskumbura, Silva, Maduwage och Rohan Pethiyagoda 2008. Puntius reval ingår i släktet Puntius och familjen karpfiskar. Inga underarter finns listade i Catalogue of Life.